# Guam kormányzóinak listája
Ez a lista az Amerikai Egyesült Államok Guam nevű külbirtokának kormányzóit sorolja föl. A spanyol király szolgálatában álló Magellán a Föld első körbehajózása közben 1521-ben érte el a szigetet. A spanyolok 1668-ban gyarmatosították, amikor San Vitores atya megalapította itt az első katolikus missziót. 1668 és 1815 között Guam fontos pihenőhely volt a Mexikó és Fülöp-szigetek közötti spanyol kereskedelmi úton. Guam a Mariana- és a Karolina-szigetekkel együtt Spanyolország Fülöp-szigeteki gyarmatának része volt. Az egyedülálló guami chamorro kultúrát erősen befolyásolta a spanyol kultúra és hagyomány.
Az Amerikai Egyesült Államok az 1898-as spanyol-amerikai háborúban szerezte meg a szigetet. Guam a Fülöp-szigetekre tartó amerikai hajók megállója lett, míg az északi Mariana-szigetek előbb német, majd japán kézre kerültek. A második világháborúban, 1941. december 8-án Guamot megtámadták és elfoglalták a japánok. A támadás előtt az amerikai állampolgárok zömét evakuálták a szigetről. Az Északi-Mariana-szigetek a háború előtt japán védnökség volt. Az ottani chamorrók Guamon japán szolgálatban tolmácsok és más kisegítők lettek. A guami chamorrókat a japánok megszállt ellenségként kezelték. A sziget harmincegy hónapon át volt japán megszállás alatt. Ezalatt bennszülött lakossága kényszermunkától, a családok szétválasztásától, bebörtönzésektől, kivégzésektől, koncentrációs táboroktól és kényszerprostitúciótól szenvedett. Hozzávetőleg ezer ember halt meg a megszállás következtében. Az Amerikai Egyesült Államok a guami csata során 1944. július 21-én foglalta vissza a szigetet. Máig Guam volt az Amerikai Egyesült Államok egyetlen olyan területe, ahol számottevő lakosság került idegen katonai megszállás alá. Az Egyesült Államok az Észak-Mariana-szigeteket is elfoglalta. A háború után, az 1950-es guami szervezeti törvény szerint Guam nem integráns része az Egyesült Államoknak, de rendelkezik saját polgári kormányzattal és lakói amerikai állampolgárok.
A kormányzói széket négy évre lehet elnyerni, s az adott személy egyszer újraválasztható.
Jelenleg hivatalban a 9. kormányzó, a Demokrata Párthoz tartozó Lou Leon Guerrero tölti be a kormányzói tisztséget 2019. január 7-től. A kormányzóhelyettes a szintén demokrata Josh Tenorio.
A pártmegoszlás az alábbi volt:
- Demokrata: 4
- Republikánus: 5

## Amerikai területfoglalás időszaka (1898)
| Kép | Kormányzó                    | Hivatali idő kezdete | Hivatali idő vége  |
| --- | ---------------------------- | -------------------- | ------------------ |
|     | Henry Glass, admirális       | 1898. június 12.     | 1898. június 22.   |
|     | Francisco Portusach Martínez | 1898. június 22.     | 1898. december 12. |

## Politikai instabilitás időszaka (1898-1899)
{| class="wikitable sortable sticky-header" width="100%"
|- 
! Kép !! Név !! Hivatali idő kezdete !! Hivatali idő vége !! Megjegyzés
|-
|width="10px"|  || José Sisto || December 12, 1898 || December 31, 1899 || elmenekült a portugál támadás elől
|-
|  || Venancio Roberto || December 31, 1898 || January 2, 1899 || elmenekült a spanyol támadás elől
|-
|  || José Sisto || January 2, 1899 || February 1, 1899 || Az amerikai haditengerészet visszahelyezte hivatalába
|-
|  || Edward D. Taussig || February 1, 1899 || February 13, 1899 || Az USA hatóságainak támogatásával
|-
|  || Don Joaquin Perez y Cruz || February 13, 1899 || April 20, 1899 || helyi tisztségviselő
|-
|  || William Coe || April 20, 1899 || May 9, 1899 || helyi tisztségviselő
|-
|  || Louis A. Kaiser || May 9, 1899 || August 7, 1899 || helyi tisztségviselő
|-
|}

## Az amerikai haditengerészet által kijelölt kormányzók
| #  | Kép | Kormányzó                            | Hivatali idő kezdete | Hivatali idő vége    |
| -- | --- | ------------------------------------ | -------------------- | -------------------- |
| 1  |     | Richard Phillips Leary               | 1899. augusztus 7.   | 1900. június 12.     |
| –  |     | William Edwin Safford helyettesként  | 1900. június 12.     | 1900. június 19.     |
| 2  |     | Seaton Schroeder                     | 1900. június 19.     | 1903. január 25.     |
| –  |     | William Swift helyettesként          | 1903. január 25.     | 1903. február 6.     |
| 3  |     | William Elbridge Sewell              | 1903. február 6.     | 1904. január 11.     |
| –  |     | Frank Herman Schofield helyettesként | 1904. január 11.     | 1904. január 28.     |
| 3  |     | Raymond Stone helyettesként          | 1904. január 28.     | 1904. május 16.      |
| 4  |     | George Leland Dyer                   | 1904. május 16.      | 1905. november 2.    |
| 5  |     | Luke McNamee                         | 1905. november 2.    | 1906. december 3.    |
| 6  |     | Templin Morris Potts                 | 1906. december 3.    | 1907. október 3.     |
| –  |     | Luke McNamee helyettesként           | 1907. október 3.     | 1907. december 28.   |
| 7  |     | Edward John Dorn                     | 1907. december 28.   | 1910. november 5.    |
| 8  |     | Frank Freyer                         | 1910. november 5.    | 1911. január 21.     |
| 9  |     | George Salisbury                     | 1911. január 21.     | 1912. január 30.     |
| 10 |     | Robert Edward Coontz                 | 1912. január 30.     | 1913. szeptember 23. |
| 11 |     | Alfred Walton Hinds                  | 1913. szeptember 23. | 1914. március 28.    |
| 12 |     | William John Maxwell                 | 1914. március 28.    | 1916. április 29.    |
| –  |     | William P. Cronan helyettesként      | 1916. április 29.    | 1916. május 18.      |
| –  |     | Edward E. Simpson helyettesként      | 1916. május 18.      | 1916. május 30.      |
| 13 |     | Roy Campbell Smith                   | 1916. május 30.      | 1918. november 18.   |
| 14 |     | William Gilmer                       | 1918. november 18.   | 1919. november 22.   |
| –  |     | William A. Hodgman                   | 1919. november 22.   | 1919. december 21.   |
| 15 |     | William Gilmer                       | 1919. december 21.   | 1920. július 7.      |
| 16 |     | Ivan Wettengel                       | 1920. július 7.      | 1921. február 27.    |
| 17 |     | James Sutherland Spore               | 1921. február 27.    | 1922. február 7.     |
| –  |     | Adelbert Althouse helyettesként      | 1922. február 7.     | 1922. december 8.    |
| –  |     | John P. Miller helyettesként         | 1922. december 8.    | 1922. december 14.   |
| 18 |     | Adelbert Althouse                    | 1922. december 14.   | 1923. augusztus 4.   |
| 19 |     | Henry Bertram Price                  | 1923. augusztus 4.   | 1924. augusztus 26.  |
| 20 |     | Alfred Winsor Brown                  | 1924. augusztus 26.  | 1926. augusztus 7.   |
| 23 |     | Lloyd Stowell Shapley                | 1926. augusztus 7.   | 1929. június 11.     |
| 24 |     | Willis W. Bradley                    | 1929. június 11.     | 1931. március 15.    |
| 25 |     | Edmund Root                          | 1931. március 15.    | 1933. június 21.     |
| 26 |     | George A. Alexander                  | 1933. június 21.     | 1936. március 27.    |
| 27 |     | Benjamin McCandlish                  | 1936. március 27.    | 1938. február 8.     |
| 28 |     | James Thomas Alexander               | 1938. február 8.     | 1940. április 20.    |
| 29 |     | George McMillin                      | 1940. április 20.    | 1941. december 10.   |

## II. világháborús időszak

### Japán fennhatóság időszaka (1941–1944)
1941. december 10. és 1944. augusztus 11. között Guam Japán fennhatósága alá tartozott.
| Név | Név                 | Hivatali idő kezdete | Hivatali idő vége   |
| --- | ------------------- | -------------------- | ------------------- |
|     | Tomitarō Horii      | 1941. december 10.   | 1942. január        |
|     | Harukichi Hyakutake | 1942. január         | 1942                |
|     | Homura Teiichi      | 1942. június         | 1944. március       |
|     | Takeshi Takashina   | 1944. március        | 1944. július 28.    |
|     | Hideyoshi Obata     | 1944. július 28      | 1944. augusztus 11. |

### Amerikai katonai kormányzók
| Név | Név                  | Hivatali idő kezdete | Hivatali idő vége    |
| --- | -------------------- | -------------------- | -------------------- |
|     | Roy Stanley Geiger   | 1944. július 21.     | 1944. augusztus 10.  |
|     | Henry Louis Larsen   | 1944. augusztus 10.  | 1946. május 30.      |
|     | Charles Alan Pownall | 1946. május 30.      | 1949. szeptember 27. |

## Kinevezett polgári kormányzók (1949–1971)
| # | Kép               | Kormányzó              | Hivatali idő kezdete | Hivatali idő vége | Kinevező elnök neve  | Helyettes                                                         |
| - | ----------------- | ---------------------- | -------------------- | ----------------- | -------------------- | ----------------------------------------------------------------- |
| 1 |                   | Carlton Skinner        | 1949. szeptember 17. | 1953. április 23. | Harry S. Truman      | Randall Herman (1953. február 20. – 1953. április 22.)            |
| 2 |                   | Ford Quint Elvidge     | 1953. április 23.    | 1956. május 19.   | Dwight D. Eisenhower | Széküresedés                                                      |
| - |                   | William T. Corbett     | 1956. május 19.      | 1956. október 2.  | Dwight D. Eisenhower | helyettesként                                                     |
| 3 |                   | Richard Barrett Lowe   | 1956. október 2.     | 1960. július 9.   | Dwight D. Eisenhower | Marcellus Boss (1959. november 14. – 1960. augusztus 22.)         |
| 4 |                   | Joseph Flores          | 1960. július 9.      | 1961. május 20.   | Dwight D. Eisenhower | Széküresedés                                                      |
| 5 |                   | William Partlow Daniel | 1961. május 20.      | 1963. március 9.  | John F. Kennedy      | Manuel Flores Leon Guerrero (1963. január 20. – 1963. március 9.) |
| 6 |                   | Manuel F.L. Guerrero   | 1963. március 9.     | 1969. július 20.  | John F. Kennedy      | Széküresedés                                                      |
| 6 | Lyndon B. Johnson | Manuel F.L. Guerrero   | 1963. március 9.     | 1969. július 20.  |                      | Széküresedés                                                      |
| 7 |                   | Carlos Camacho         | 1969. július 20.     | 1971. január 4.   | Richard Nixon        | Széküresedés                                                      |

## Guam közvetlenül választott kormányzói
| Guam kormányzóinak listája       | Guam kormányzóinak listája       | Guam kormányzóinak listája       | Guam kormányzóinak listája        | Guam kormányzóinak listája       | Guam kormányzóinak listája       | Guam kormányzóinak listája       |
| Demokrata Párt Republikánus Párt | Demokrata Párt Republikánus Párt | Demokrata Párt Republikánus Párt | Demokrata Párt Republikánus Párt  | Demokrata Párt Republikánus Párt | Demokrata Párt Republikánus Párt | Demokrata Párt Republikánus Párt |
| Nr.                              | Kép                              | Kormányzó                        | Hivatali idő                      | Párt                             | Helyettes                        | Helyettes                        |
| -------------------------------- | -------------------------------- | -------------------------------- | --------------------------------- | -------------------------------- | -------------------------------- | -------------------------------- |
| 1                                |                                  | Carlos Camacho (1924–1979)       | 1971. január 4. – 1975. január 6. | 40x40px[halott link]             | Kurt S. Moylan                   | 40x40px[halott link]             |
| 2                                |                                  | Ricardo Bordallo (1927–1990)     | 1975. január 6. – 1979. január 1. | 40x40px[halott link]             | Rudolph G. Sablan                | 40x40px[halott link]             |
| 3                                |                                  | Paul McDonald Calvo (1934–2024)  | 1979. január 1. – 1983. január 3. | 40x40px[halott link]             | Joseph F. Ada                    | 40x40px[halott link]             |
| 4                                |                                  | Ricardo Bordallo (1927–1990)     | 1983. január 3. – 1987. január 5. | 40x40px[halott link]             | Edward Diego Reyes               | 40x40px[halott link]             |
| 5                                |                                  | Joseph F. Ada (1943–)            | 1987. január 3. – 1995. január 2. | 40x40px[halott link]             | Frank F. Blas                    | 40x40px[halott link]             |
| 6                                |                                  | Carl T.C. Gutierrez (1941–)      | 1995. január 2, – 2003. január 6. | 40x40px[halott link]             | Madeleine Bordallo               | 40x40px[halott link]             |
| 7                                |                                  | Felix P. Camacho (1957–)         | 2003. január 6. – 2011. január 3. | 40x40px[halott link]             | Kaleo Moylan                     | 40x40px[halott link]             |
| 7                                | Michael W. Cruz                  | Felix P. Camacho (1957–)         | 2003. január 6. – 2011. január 3. | 40x40px[halott link]             | 40x40px[halott link]             |                                  |
| 8                                |                                  | Edward J.B. Calvo (1961–)        | 2011. január 3. – 2019. január 7. | 40x40px[halott link]             | Ray Tenorio                      | 40x40px[halott link]             |
| 9                                |                                  | Lou Leon Guerrero (1950-)        | 2019. január 7. – hivatalban      | 40x40px[halott link]             | Josh Tenorio                     | 40x40px[halott link]             |